# Tristano e Isotta (opera)
Tristano e Isotta (Tristan und Isolde) è un dramma musicale di Richard Wagner, su libretto dello stesso compositore. Costituisce il capolavoro del Romanticismo tedesco e, allo stesso tempo, è uno dei pilastri della musica moderna, soprattutto per il modo in cui si allontana dall'uso 'tradizionale' dell'armonia tonale. A tale proposito, Carl Dahlhaus ha messo in rilievo che " Wagner non anticipa l'atonalità ma dà sviluppo a forme e strumenti del pensiero grazie a cui un fenomeno come l'atonalità può divenire per la prima volta razionalmente possibile".

## Linee portanti e rappresentazioni

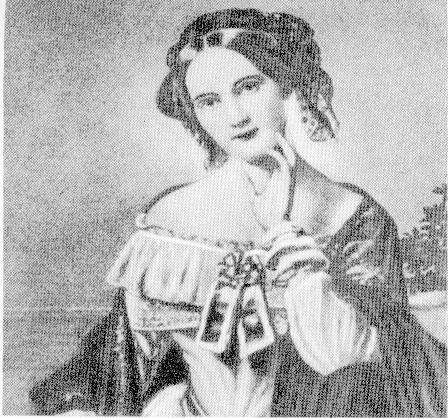
Mathilde Wesendonck, amica e protettrice di Wagner, dipinta da K. F. Sohn

La trama è basata sul poema Tristan di Gottfried von Straßburg, a sua volta ispirato dalla storia di Tristano raccontata in lingua francese da Tommaso di Bretagna nel XII secolo. Wagner condensò la vicenda in tre atti, staccandola quasi completamente dalla storia originale e caricandola di allusioni filosofiche di stampo schopenhaueriano.
Decisivo per la stesura dell'opera fu l'amore intercorso tra il musicista e Mathilde Wesendonck (moglie del suo migliore amico), destinato a restare inappagato. Wagner era ospite dei Wesendonck a Zurigo, dove ogni giorno Mathilde poteva ammirare pagina per pagina l'evolvere della composizione. Trasferitosi a Venezia per fuggire lo scandalo, Wagner si ispirò alle notturne atmosfere della città lagunare, dove scrisse il secondo atto e dove attinse l'idea per il preludio del terzo. Scrisse Wagner nella sua autobiografia:
Terminato a Lucerna nel 1859, Tristano venne inizialmente proposto al teatro di Vienna, dove però fu respinto in quanto giudicato ineseguibile. Dovettero trascorrere ben sei anni prima che il dramma potesse essere rappresentato per la prima volta al Koenigliches Hof- und National- Theater (Opera di Stato della Baviera) di Monaco di Baviera il 10 giugno 1865, diretta da Hans von Bülow con Ludwig e Malvina Schnorr von Carolsfeld nelle parti dei due protagonisti, e con il concreto sostegno del re Ludwig II.
La critica dell'epoca si divise tra coloro che videro in quest'opera un capolavoro assoluto e quelli che la considerarono una composizione incomprensibile. Tra questi ultimi figura il critico austriaco Eduard Hanslick, noto per le sue posizioni conservatrici in ambito musicale. Fu proprio l'atteggiamento di Hanslick a fornire a Wagner l'idea per il personaggio di Sixtus Beckmesser ne I maestri cantori di Norimberga.

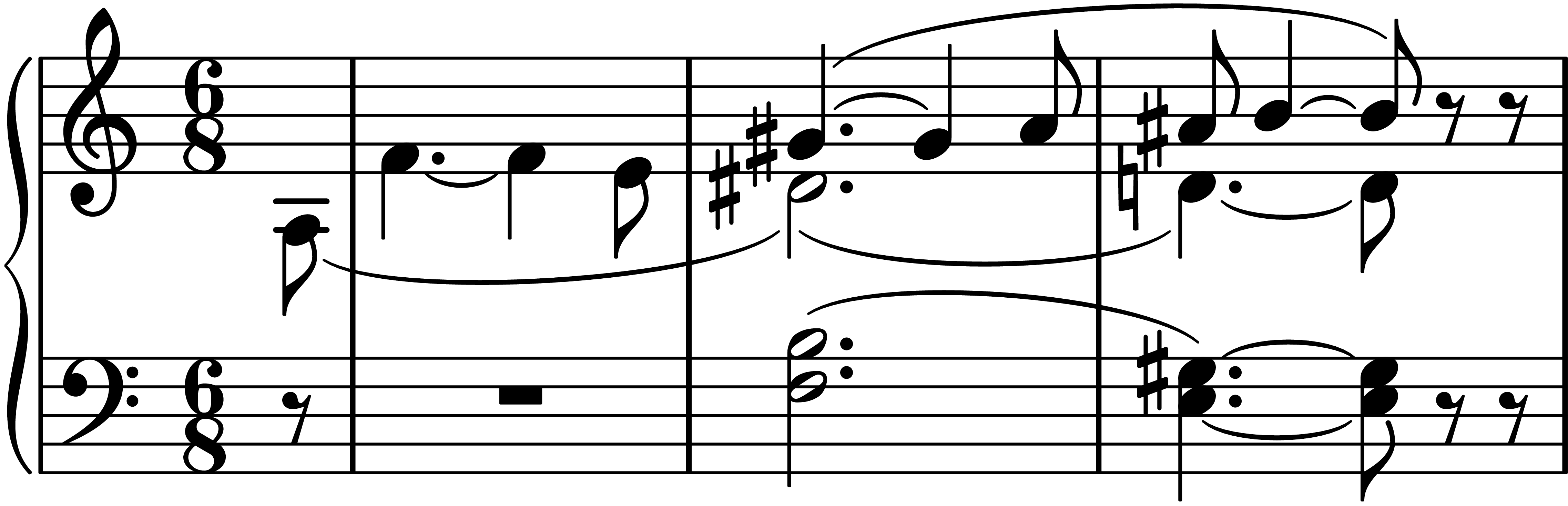
Il cosiddetto "accordo del Tristano", che apre la partitura.

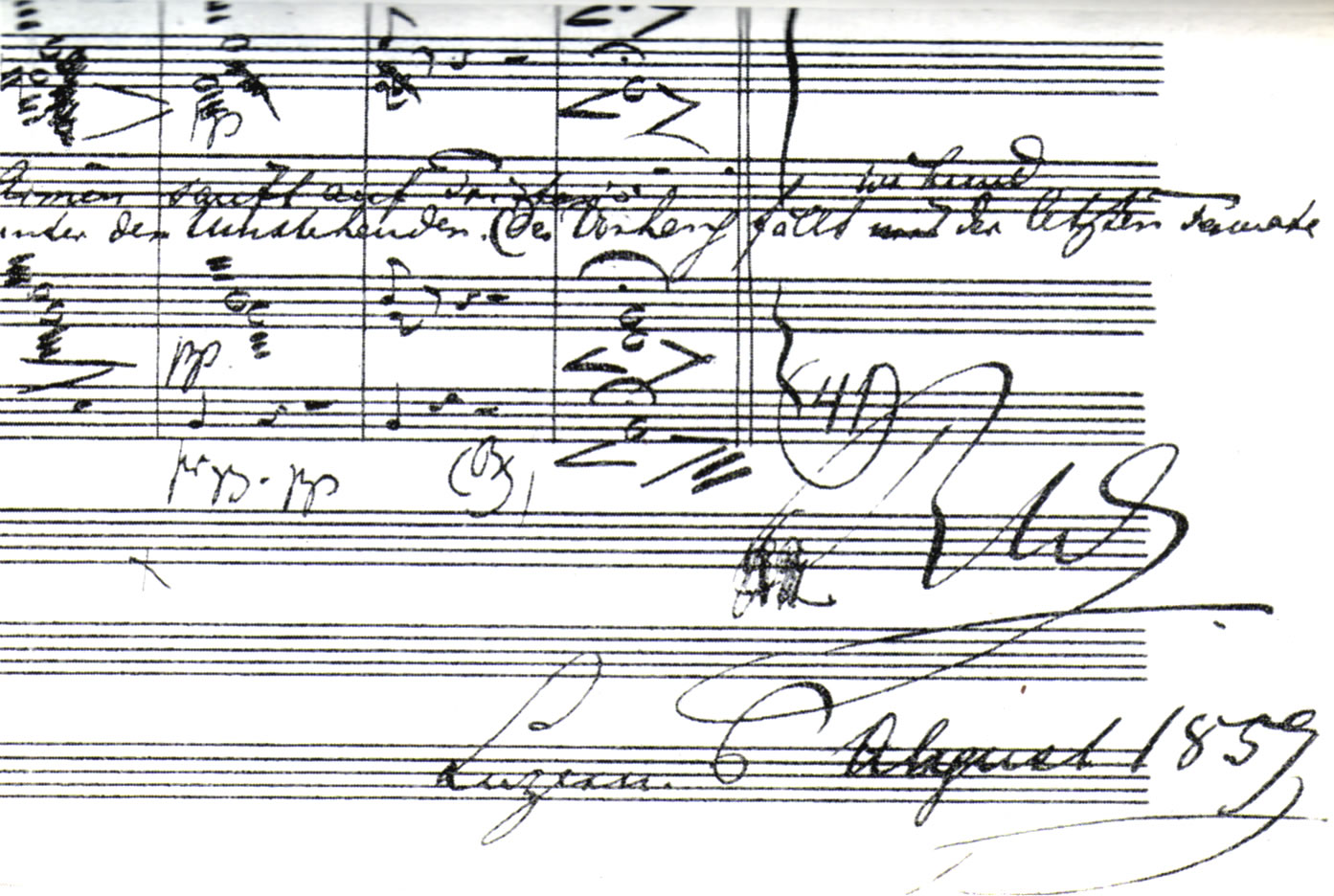
Una copia del manoscritto originale. Finale.

Il 2 giugno 1888 avvenne la prima di Tristano e Isotta al Teatro Comunale di Bologna nella traduzione di Arrigo Boito diretta da Giuseppe Martucci.
Al Teatro alla Scala di Milano, il 29 dicembre 1900, andò in scena nella traduzione italiana di Boito ed Angelo Zanardini con la direzione di Arturo Toscanini. Nel 1902 avvenne la prima rappresentazione in concerto nel Théâtre du Château-d'Eau di Parigi di "Tristan et Isotte" nella traduzione francese di Alfred Ernst.

### Musica
Nella musica del Tristano si è voluta vedere un'anticipazione del futuro. Servendosi dell'uso ossessivo del cromatismo e della tecnica della sospensione armonica, Wagner ottiene un effetto di suspense che dura per tutto il corso dell'azione. Le cadenze incomplete del preludio non vengono risolte fino alla fine del dramma, che si chiude col canto di amore e morte di Isotta (Liebestod). Come dice il critico Rubens Tedeschi, il linguaggio musicale del Tristano deve farsi infinitamente duttile per dipingere - oltre il pochissimo che accade - il moltissimo cui viene alluso. Il Leitmotiv deve quindi smussare la propria nettezza melodica a favore della massima incertezza. In questo sbiadire dei contorni melodici si insinua l'allentamento dei rapporti armonici, come l'ombra notturna dei due amanti contribuisce all'ambiguità dei significati. È una sorta di ondeggiamento perpetuo simile al movimento del mare. Hanslick stroncò il valore della partitura affermando che “contiene della musica ma non è musica” e denunciando “il fumo dell'oppio suonato e cantato”. Lo stesso Wagner, in una lettera a Mathilde Wesendonck, definì il proprio lavoro "qualcosa di terribile, capace di rendere pazzi gli ascoltatori".
Particolarmente impressionanti per la loro modernità - al limite della dodecafonia - sono le variazioni del tema del Filtro d'amore e della Canzone mesta del pastore, a metà del terzo atto, che accompagnano il protagonista nella sua delirante allucinazione. Il cromatismo e il prevalere dell'armonia sulla melodia appaiono già evidenti fin dalle prime battute del preludio (tema del Desiderio). Carl Dahlhaus definisce queste battute come una serie informe e insignificante di intervalli se non fosse per gli accordi che sorreggono e determinano la condotta melodica. La condotta armonica del tema del Desiderio (ossia il famoso “accordo del Tristano”) acquista carattere motivico in proprio. Allo stesso modo, il motivo del Destino deve la sua inconfondibile fisionomia non tanto alla condotta melodica quanto al collegamento con una successione di accordi che ha l'evidenza inquietante dell'enigma. In altre parole, la condotta armonica (che se ascoltata autonomamente non avrebbe senso) scaturisce nel rapporto che intercorre tra il motivo melodico del tema del Destino e un contrappunto cromatico a suo modo integrato nel motivo stesso: affiora l'idea paradossale di un “motivo polifonico”.
La prima rappresentazione del Tristano nel 1865 ebbe un effetto non indifferente sul pubblico dell'epoca. Rubens Tedeschi segnala che l'estetica del decadentismo europeo nacque in quel momento, sebbene all'interno di un processo che sarebbe accaduto anche senza il diretto intervento di Wagner. La “valanga intellettuale” investì letterati, pittori e musicisti preparando la ribellione della avanguardie novecentesche. Valgono tra tutte le parole di Giulio Confalonieri:

### Interpretazione

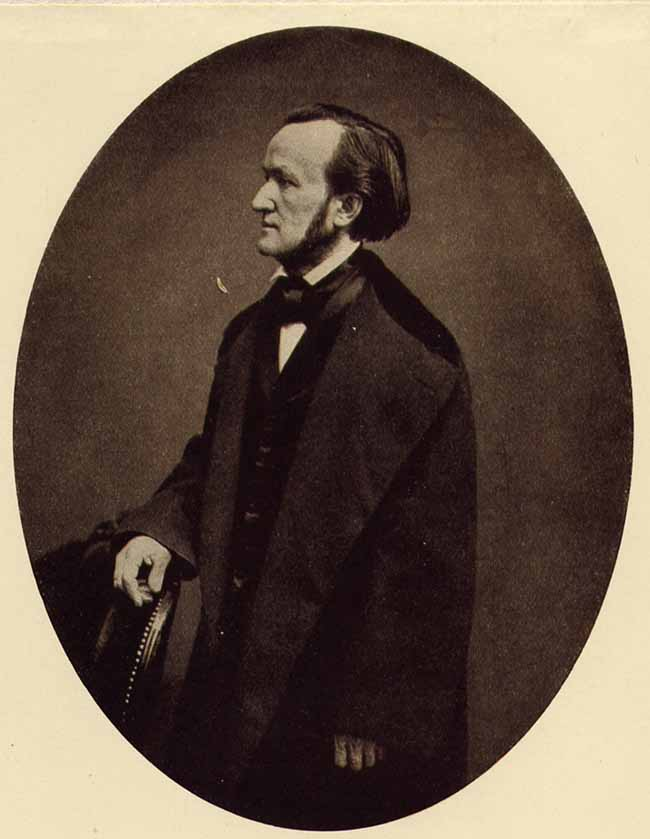
Wagner all'epoca del Tristano.

Si dice spesso che nel Tristano Wagner abbia voluto mettere in scena la filosofia di Schopenhauer. In effetti, in una lettera spedita a Franz Liszt nel dicembre del 1854, Wagner scrisse che l'incontro col grande filosofo gli aveva rivelato un “accorato e sincero desiderio di morte, la piena incoscienza, la totale inesistenza, la scomparsa di tutti i sogni, unica e definitiva redenzione”. Ma (come nota il critico Petrucci nel suo Manuale wagneriano), se così fosse, Tristano e Isotta avrebbero saputo dominare la loro passione. Schopenhauer insegna che per raggiungere la serenità occorre accettare la sofferenza e rassegnarsi alla concezione pessimistica dell'impossibilità del desiderio. Tristano è invece letteralmente divorato dal desiderio. L'esaltazione della notte - cantata per tutto il secondo atto come brama irrisolta di fuggire la luce del giorno e con essa la vacuità del reale - trova nella morte la sua naturale conseguenza in quanto liberazione. Una liberazione, dunque, non pessimistica rinuncia ma simbolo (per metà ascetico, per altra metà panteistico) di unione cosmica. Per questo motivo, Tristano era addirittura venerato dal filosofo Nietzsche, anche in virtù delle sue ideologie dell'ateismo:
“Vorrei immaginare un uomo capace di ascoltare il terzo atto del Tristano senza il supporto del canto, come una gigantesca sinfonia, senza che la sua anima esali l'ultimo respiro in un doloroso spasimo”.

Schopenhauer e la filosofia della pace dei sensi saranno piuttosto trattati nel mistico Parsifal, che decretò l'allontanamento di Nietzsche dalla concezione wagneriana.
A proposito del presunto ateismo del Tristano, vale la pena di segnalare un'osservazione di Antonio Bruers:

"A chi giudicasse esagerato l'uso della parola ateo, dobbiamo rilevare un fatto che non si discute: in tutto il Tristano non è mai nominato Dio."   
Un altro dubbio circa il legame con Schopenhauer arriva da Thomas Mann:
“Tristano si rivela profondamente legato al pensiero del Romanticismo e non avrebbe avuto bisogno di Schopenhauer come padrino. La notte è il regno di ogni romanticismo; scoprendola esso ha sempre identificato in lei la verità, in contrasto con la vaga illusione del giorno, il regno del sentimento in antitesi a quello della ragione”.
In effetti Tristano racchiude in sé la percezione di un mondo misterioso e fantastico in cui esprimere la propria “eterna eccezionalità”; racchiude l'inconsapevole ricordo di eventi passati e fondamentali; racchiude l'individuo che per comprendersi si isola dalla società. Cos'altro simboleggiano, per esempio, i favolosi castelli che Ludwig II eresse tra i monti della Baviera? Lo stesso Ludwig che, un'ora dopo aver assistito alla prima rappresentazione, decise di ritirarsi da solo nella notte, cavalcando nel bosco in preda ad una fortissima emozione. Allo stesso modo farà Zarathustra di Nietzsche, che per ritrovare se stesso si ritira sulla cima di una montagna. Siamo già molto lontani dall'eroe medievale del soggetto originale. L'eroe è stato trasferito dalla dimensione dell'amore cortese alla tenebrosa atmosfera degli Inni alla notte di Novalis.
Del resto, come sempre capita in Wagner, non è possibile non rintracciare alcune latenti allusioni politiche che tanto fecero discutere in seno alla Tetralogia. Già il poeta Hölderlin aveva decantato la “grande missione” della Germania, situata al centro dell'Europa e considerata come il “cuore sacro dei popoli”. In questa direzione, Tristano e Isotta potrebbero forse simboleggiare la verità intima che la forza del filtro magico ha saputo rivelare contrapponendola al resto del mondo, all'apparenza delle convenzioni sociali. Tali allegorie (che in futuro avrebbero contagiato pericolosamente la politica intesa come purezza dello spirito tedesco) si associano però al costante desiderio di annullamento nutrito dai protagonisti. Il loro desiderio non è deputato a risolversi nell'opulenza della vita materiale ma in un'altra dimensione, simbolo metafisico della vita più autentica e segreta. Questo è il vero dramma dei due amanti: l'impossibile conciliazione della dicotomia in cui sono costretti a vivere, divisi come sono tra anima e corpo, tra essenza e apparenza, come rivela il tormento allucinato di Tristano nel terzo atto, mirabilmente reso nell'incisione discografica di Wilhelm Furtwängler.
Tristano e Isotta non vivono un amore normale ostacolato dalle avversità come accade in Romeo e Giulietta, bensì inappagabile per sua stessa natura, condannato a vivere nel finito e soddisfabile solo nella morte. È la verità più profonda che gli amanti avrebbero taciuto reprimendola nel subcosciente. Non c'è da stupirsi, quindi (anche se per altri comprensibili motivi) che Cosima Wagner ironizzò riguardo all'amore intercorso tanti anni prima tra suo marito e Mathilde Wesendonck. Nel suo libro La mia vita a Bayreuth, Cosima scrisse:
“Poverina, si spaventerebbe se sapesse cosa c'è nel Tristano!”

## Trama

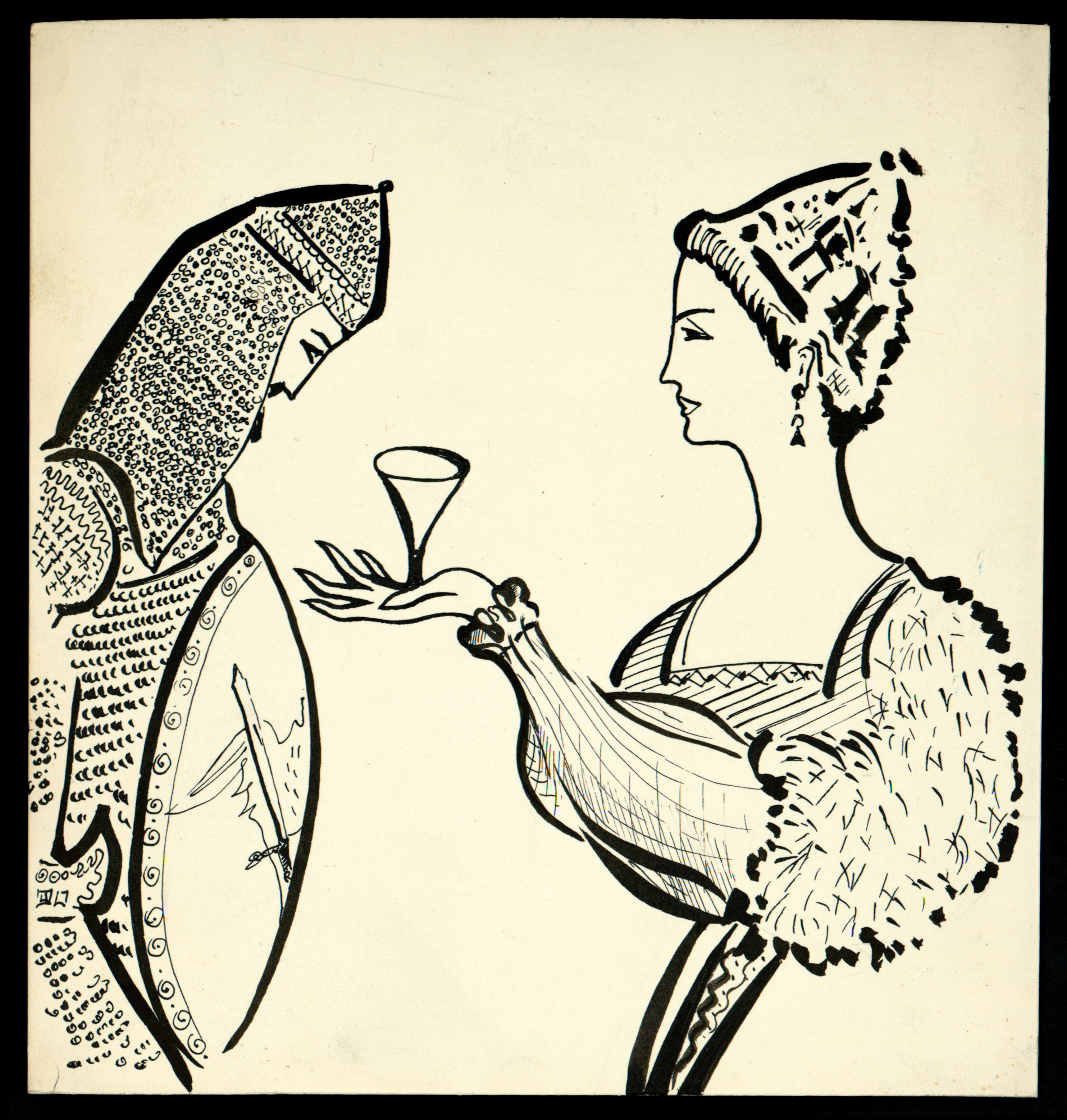
Disegno per copertina di libretto, disegno per Tristano e Isotta (s.d.). Archivio Storico Ricordi

### Antefatto
Per liberare la Cornovaglia da un ingiusto tributo imposto dagli irlandesi, Tristano ha ucciso il cavaliere Morold, patriota irlandese e fidanzato della principessa Isotta, figlia del re d'Irlanda. Ferito durante il combattimento, viene amorevolmente curato dalla stessa Isotta, la quale non conosce la sua identità. Soltanto il ritrovamento di un frammento della spada le fa capire di trovarsi davanti all'assassino del suo uomo; allora lo risparmia, facendosi promettere di sparire per sempre dalla sua vita. In seguito, Tristano infrange il giuramento e ritorna per portarla in sposa al Re di Cornovaglia, come pegno di riconciliazione tra i due paesi.

### Atto I
Scena 1ª
La voce di un giovane marinaio si alza dal ponte di un vascello:
“Verso levante muove la nave, soffia il vento verso il nostro paese: e tu, bimba irlandese, dove rimani?...”
In rotta verso l'Inghilterra, Isotta sfoga la sua rabbia contro il giovane Tristano, cui la lega un confuso sentimento di amore e di odio. Lo fa chiamare affinché la venga a trovare ma Tristano, turbato, risponde di non poter abbandonare il timone della nave.
Scena 2ª
Isotta ricorda il passato, racconta alla sua ancella Brangania di essersi affezionata a un misterioso guerriero di nome Tantris, il giovane rimasto ferito nella battaglia, che lei raccolse curandone le ferite. In realtà, Tantris era Tristano, che presentandosi sotto falso nome era riuscito a scampare alla vendetta di Isotta grazie al suo sguardo supplicante.
“Con lucida spada mi presentai davanti a lui, per vendicare la morte di Morold. Dal suo giaciglio egli mi guardò: non sulla lama, non sulla mano, ma sui miei occhi egli alzò lo sguardo. Con mille giuramenti mi promise lealtà eterna ed ebbi pietà per la sua pena. Ma ben altro sfoggio fece Tristano di ciò che in me celavo. Colei che tacendo gli ridava la vita, colei che tacendo lo salvava dall'odio, tutto egli ha messo in mostra! Borioso del successo, mi ha additata quale preda di conquista. Sii maledetto, infame!...”
Reprimendo l'amore che li unisce, Isotta vorrebbe uccidersi con lui per cancellare l'affronto.
Scena 3ª
Tristano arriva e, in un impeto di rabbia, accetta di sacrificarsi con onore.
“La signora del silenzio, silenzio a me impone. Se comprendo ciò che ha taciuto, taccio ciò che non comprende.” 
Entrambi credono di bere un potente veleno ma Brangania ha sostituito il veleno con un filtro d'amore. Nell'orchestra, ricompaiono i temi del Desiderio e dello Sguardo, che erano già apparsi nel preludio strumentale. Il loro sentimento si rivela con forza alla realtà, ogni incomprensione svanisce e il mondo circostante non ha più alcun significato. Quando lo scudiero di Tristano, Kurwenald, giunge ad avvertire dell'imminente incontro col Re, Tristano risponde: “Quale re?” ormai del tutto ignaro di ciò che sta avvenendo. Nel momento in cui la nave approda nel porto, Tristano e Isotta si gettano l'uno nelle braccia dell'altro.

### Atto II
Scena 1ª
Nel giardino del castello di re Marke, durante la notte, Isotta attende l'arrivo di Tristano. Brangania la avverte del pericolo che stanno correndo, sapendo che Melot, amico di Tristano, ma innamorato segretamente di Isotta, potrebbe rivelare al Re l'amore clandestino della coppia. Isotta non le crede. Tristano si precipita in scena con un abbraccio travolgente.
Scena 2ª
Incomincia la lunga notte dei due innamorati che è la vera protagonista del dramma, è l'oscurità che circonda i due amanti e li riassorbe in un'originaria, individuale armonia. Dice Isotta:
"Chi là segretamente celai, come mi parve malvagio quando, nello splendore del giorno, l'unico fedelmente amato sparve agli sguardi d'amore, e quale nemico s'erse dinnanzi a me! Trascinarti voglio laggiù, con me nella notte, dove il mio cuore mi promette la fine dell'errore, dove svanisce la follia del presentito inganno."
Dice Tristano:
"Su noi discendi, notte arcana! Spargi l'oblio della vita!... Quel che là nella notte vegliava cupamente richiuso, quel che, senza sapere e pensarci, oscuramente concepii -   l'immagine che i miei occhi non osavano osservare, ferita dalla luce del giorno - mi si rivelò scintillante."
''Gloria al filtro e alla sua forza! Mi dischiuse le vaste porte dove solo in sogno ho soggiornato. Dalla visione celata nel segreto scrigno del cuore, esso cacciò lo splendore ingannevole del giorno, sì che il mio orecchio, penetrando la notte, potesse vederla davvero.
"Chi amoroso osserva la notte della morte, a chi essa confida il suo profondo mistero: la menzogna del giorno, fama e onore, forza e ricchezza, come vana polvere di stelle
innanzi a lui svanisce!... Fuor dal mondo, fuor del giorno, senza angosce, dolce ebbrezza, senza assenza, mai divisi, soli, avvinti, sempre sempre, nell'immenso spazio!..''
Ma nel momento più impetuoso della passione, quando le voci e la musica vengono sospinte dal motivo della Felicità, improvvisamente l'incanto si spezza. Arrivano il Re, Melot e i cortigiani del castello, che circondano inorriditi la coppia degli amanti. Il tema musicale del Giorno avverso invade la scena. Sorge l'alba.
Scena 3ª
Melot, tradendo Tristano, presenta al Re la sua vittima. Il magnanimo re Marke si perde allora in un lungo monologo cantato sul tema del Cordoglio, addolorato per il comportamento di Tristano e rievocando le vicende che li unirono in passato.
"A me, questo? Perché? Chi mi è fedele, se il mio Tristano mi tradì?... Se non c'è redenzione, chi può spiegare al mondo tale cupo immenso abisso?..."
Ma Tristano, come trasognato, non può fornire alcuna spiegazione. "Ciò che tu domandi non potrai mai comprendere", e si volge quindi verso l'amata:
"Dove ora Tristano s'avvia, vuoi tu seguirlo, Isotta? È terra buia, muta, da cui mia madre m'inviò, quando mi partorì dal regno della morte..."
Mentre Isotta lo bacia, Melot incita il Re a reagire. Tristano sfida l'amico a duello e si lascia cadere sulla sua spada. Cade ferito tra le braccia di Kurwenald.

### Atto III
Scena 1ª

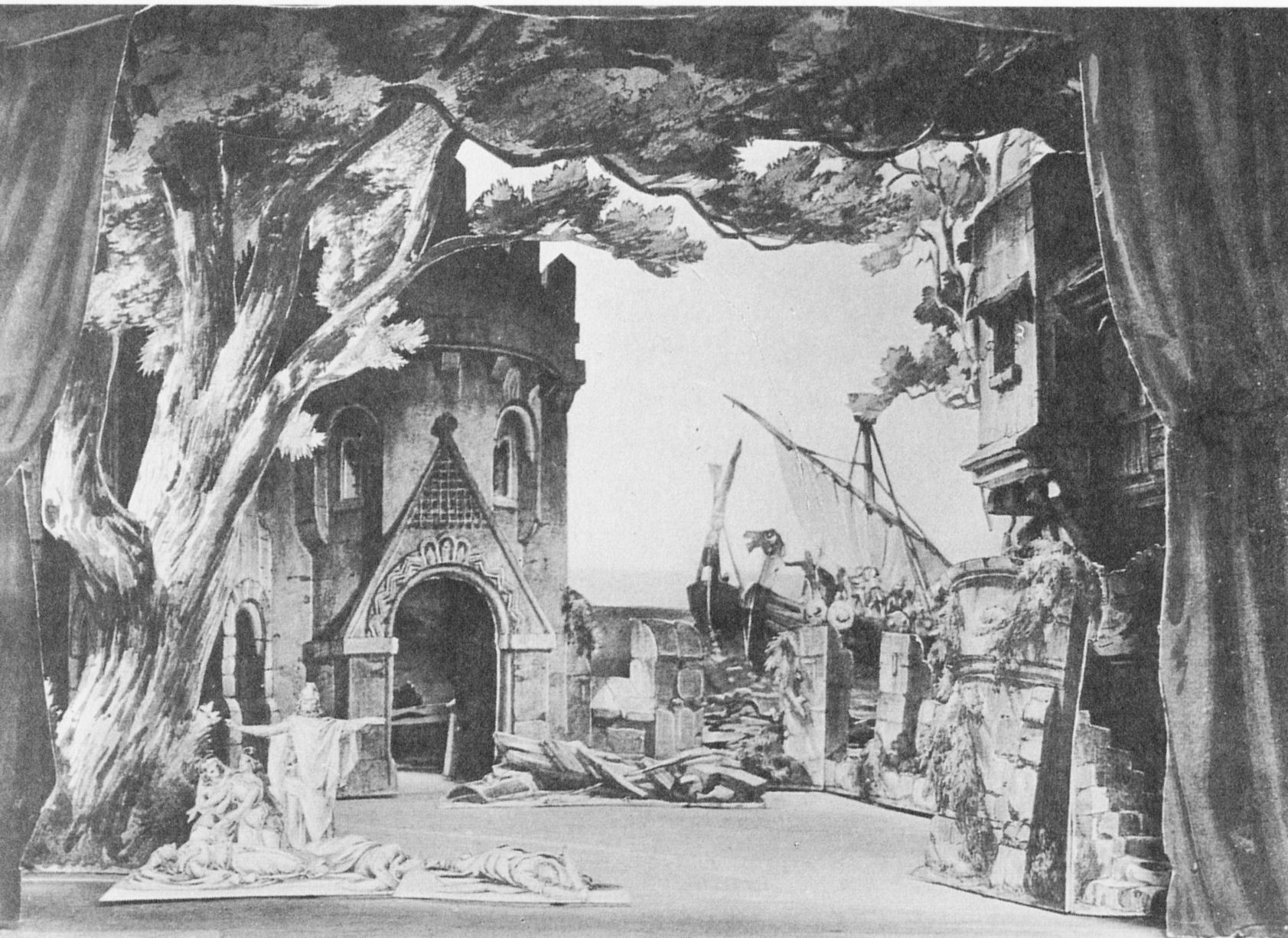
Il castello di Tristano nel terzo atto.

Tra le rovine del suo castello, accudito dal fedele Kurwenald, Tristano riprende lentamente conoscenza. Ferito nel corpo e nell'anima, egli ha delle allucinazioni. Ciò che desidera gli è negato e il pensiero di Isotta, simbolo di quel desiderio, lo travolge. Immobile sul letto la cerca, in preda al delirio la invoca:
"Kurwenald, non la vedi?!"
Ma l'orizzonte del mare è completamente vuoto. Tristano, allora, maledice il filtro magico che gli rivelò l'amore e la verità:
"Il terribile filtro, che m'ha votato al tormento, io stesso l'ho distillato! Nell'affanno del padre, nel dolore della madre, nel riso e nel pianto, ho trovato i veleni del filtro!"...
Sono pagine molto drammatiche, dove la musica rompe definitivamente con la tonalità tradizionale. Intanto però la nave di Isotta è apparsa davvero all'orizzonte, salutata da un'allegra cantilena del corno inglese. Tristano è fuori di sé dalla gioia. Egli segue l'arrivo del veliero e manda Kurwenald a ricevere l'amata. Rimasto solo, si strappa le bende della ferita e si alza in piedi sanguinante:
"O sangue mio, scorri giulivo!... Lei, che un dì mi guarì le ferite, a me s'avvicina per salvarmi!... Possa il mondo perir, dinnanzi alla mia esultante fretta!"...

Isotta entra in scena. Sulle grandi note del tema del Giorno avverso, i due amanti si abbracciano. Sul tema dello Sguardo, Tristano esala l'ultimo respiro.
Scena 2ª
Mentre Isotta piange la morte di Tristano, un'altra nave approda al castello. Si tratta di re Marke che, venuto a conoscenza del filtro magico e dell'inevitabile verità, è accorso con Melot a chiedere perdono. Ma Kurwenald, furibondo per la morte del suo padrone, si scaglia contro di lui. Appena Melot arriva lo uccide in un colpo; resta ferito a sua volta e muore egli stesso accanto al corpo di Tristano. Il Re, addolorato, cerca di spiegarsi con Isotta ma lei, ormai, non lo ascolta più. Nel suo canto supremo, Isotta invoca la celebre Liebestod, la "morte d'amore" che riunirà i due amanti:
"Son forse onde di teneri zeffiri? Son forse onde di voluttuosi vapori? Nel flusso ondeggiante, nell'armonia risonante, nello spirante universo del respiro del mondo, annegare, inabissarmi, senza coscienza, suprema voluttà!"
Sulle note della Felicità, Isotta cade trasfigurata sul corpo di Tristano. Il Re benedice i cadaveri. Si chiude lentamente il sipario.

## Organico orchestrale
La partitura prevede l'utilizzo di:
- 3 flauti, (III. anche Ottavino), 2 oboi, corno inglese, 2 clarinetti, clarinetto basso, 3 fagotti
- 4 corni, 3 trombe, 3 tromboni, basso tuba
- timpani, piatti, triangolo
- arpa
- archi

Da suonare internamente:
- corno inglese, 6 corni, 3 trombe, 3 tromboni

## Tristano e Isotta nel cinema
- Il Preludio dell'Atto I e dell'Atto III dell'opera sono contenuti nella colonna sonora del film Melancholia di Lars Von Trier del 2011.
- Il Preludio dell'Atto I dell'opera è utilizzato nel film Excalibur del 1981 di John Boorman, come leitmotiv nelle scene che riguardano Lancillotto e Ginevra.
- Il Liebestod è il sottofondo musicale delle scene finali di Romeo + Giulietta di William Shakespeare di Baz Luhrmann.
- Il Liebestod è stato utilizzato da Luis Buñuel il suo capolavoro del cinema surrealista Un chien andalou - Un cane andaluso del 1929.
- Il Liebestod è il sottofondo musicale della scena finale[3] del film Grido di pietra di Werner Herzog del 1991.

## Discografia parziale
- Tristano e Isotta - Kleiber/Price/Kollo/Moll/Götz, 1981 Deutsche Grammophon
- Tristano e Isotta - Solti/Nilsson/Resnik/Krause, 1960 Decca
- Tristano e Isotta - Böhm/Nilsson/Windgassen/Heater, 1966 Deutsche Grammophon
- Tristano e Isotta - Furtwängler/Flagstad/Suthaus/Fischer-Dieskau, 1952 Brillant
- Tristano e Isotta - Karajan/Dernesch/Vickers/Berry - 1971 EMI
- Tristano e Isotta - Karajan/Mödl/Vinay/Hotter - 1952 Myto
- Tristano e Isotta - Bernstein/Behrens/Hofmann/Weikl - 1981 - Philips

## DVD parziale
- Tristano e Isotta - Barenboim/Jerusalem/Meier, regia Heiner Müller - 1995 Deutsche Grammophon
- Tristano e Isotta - Levine/Heppner/Eaglen/Dalayman - 2001 Deutsche Grammophon
- Tristano e Isotta - Barenboim/Kollo/Meier/Salminen, regia Jean-Pierre Ponnelle - 1983 Deutsche Grammophon
- Tristano e Isotta - Barenboim/Meier/Storey/Salminem, regia di Patrice Chéreau - 2007 Virgin/Rai Trade

### Fonti
- Richard Wagner: Tristan und Isolde, prima edizione della partitura, Mainz (Schott) 1865.
- Richard Wagner: Tristan und Isolde,  facsimile dell’autografo della partitura,  München (Dreimasken Verlag) 1923.
- Richard Wagner: Tristan und Isolde, WWV 90, edizione critica, ed. Isolde Vetter, 3 voll., Mainz (Schott) 1990-1994.
- Richard Wagner: Tristan und Isolde, WWV 90,  edizione critica, documenti, ed. Egon Voss & Gabriele E. Mayer, Mainz (Schott) 2009.
- Richard Wagner: Tristan und Isolde, facsimile dell’autografo della partitura, Kassel (Bärenreiter) 2013.

### Letteratura secondaria
- Carolyn Abbate: Unsung Voices: Opera and Musical Narrative in the Nineteenth Century, Princeton (Princeton University Press) 1991.
- Carolyn Abbate: Die ewige Rückkehr von »Tristan«, in: Annegret Fauser/Manuela Schwartz (a cura di), Von Wagner zum Wagnérisme. Musik ─ Literatur ─ Kunst ─ Politik, Leipzig (Leipziger Universitätsverlag) 1999, pp. 293–313.
- Theodor W. Adorno: Versuch über Wagner, »Gesammelte Schriften«, vol. 13, Frankfurt (Suhrkamp) 1971; traduzione italiana (Mario Bortolotto): Wagner, Torino (Einaudi) 1966.
- Anna Bahr-Mildenburg: Darstellung der Werke Richard Wagners aus dem Geiste der Dichtung und Musik. »Tristan und Isolde«. Vollständige Regiebearbeitung sämtlicher Partien mit Notenbeispielen, Leipzig/Wien (Musikwissenschaftlicher Verlag) 1936.
- Ulrich Bartels: Analytisch-entstehungsgeschichtliche Studien zu Wagners »Tristan und Isolde« anhand der Kompositionsskizze des zweiten und dritten Aktes, Köln (Studio) 1995.
- Dieter Borchmeyer: Das Theater Richard Wagners. Idee ─ Dichtung ─ Wirkung, Stuttgart (Reclam) 1982.
- Eric Chafe: The Tragic and the Ecstatic: The Musical Revolution of Wagner's »Tristan und Isolde«, Oxford/New York (Oxford University Press) 2005, ISBN 978-0-19-517647-6.
- Carl Dahlhaus: Wagners Konzeption des musikalischen Dramas, Regensburg (Bosse) 1971, 2. edizione: München/Kassel (dtv/Bärenreiter) 1990; traduzione italiana: La concezione wagneriana del dramma musicale, Firenze, Discanto 1983.
- Carl Dahlhaus: Richard Wagners Musikdramen, Velber 1971, 2. edizione: München / Kassel (dtv/Bärenreiter) 1990; traduzione italiana (Lorenzo Bianconi): I drammi musicali di Richard Wagner, Venezia, Marsilio 1984, 1994², 1998³.
- Klaus Ebbeke: Richard Wagners »Kunst des Übergangs«. Zur zweiten Szene des zweiten Aktes von »Tristan und Isolde«, insbesondere zu den Takten 634-1116, in: Josef Kuckertz/Helga de la Motte-Haber/Christian Martin Schmidt/Wilhelm Seidel (a cura di), Neue Musik und Tradition. Festschrift Rudolf Stephan zum 65. Geburtstag, Laaber (Laaber) 1990, pp. 259–270.
- Irmtraud Flechsig: Beziehungen zwischen textlicher und musikalischer Struktur in Richard Wagners »Tristan und Isolde«, in: Carl Dahlhaus (a cura di), Das Drama Richard Wagners als musikalisches Kunstwerk, Regensburg (Bosse) 1970, pp. 239–257.
- Wolfgang Frühwald: Romantische Sehnsucht und Liebestod in Richard Wagners »Tristan und Isolde«, in: Wolfgang Böhme (ed.), Liebe und Erlösung. Über Richard Wagner, Karlsruhe 1983 (= "Herrenalber Texte", vol. 48).
- Arthur Groos: Appropriation in Wagner's »Tristan« libretto, in: Arthur Groos/Roger Parker (a cura di): Reading Opera, Princeton (Princeton University Press) 1988, pp. 12–33.
- Arthur Groos (a cura di): Richard Wagner, »Tristan und Isolde«, Cambridge University Press, Cambridge 2011.
- Adriana Guarnieri Corazzol: Tristano, mio Tristano. Gli scrittori italiani e il caso Wagner, Bologna (Il Mulino) 1988.
- Serge Gut: Tristan et Isolde, Fayard, Paris 2014, ISBN 978-2-213-68113-9.
- Brigitte Heldt: Richard Wagner, »Tristan und Isolde«. Das Werk und seine Inszenierung, Laaber-Verlag, Laaber 1994.
- William Kinderman: Das »Geheimnis der Form« in Wagers »Tristan und Isolde«, in: Archiv für Musikwissenschaft 40/1983, pp. 174–188.
- Klaus Kropfinger: Wagner und Beethoven: Studien zur Beethoven-Rezeption Richard Wagners, Regensburg (Bosse) 1974.
- Ernst Kurth: Romantische Harmonik und ihre Krise in Wagners »Tristan«, Berlin (Max Hesse) 1923, Reprint: Hildesheim (Olms) 1968.
- Kii-Ming Lo/Jürgen Maehder: Ai zhi si ─ Wagner's »Tristan und Isolde« [= Liebestod ─ »Tristan und Isolde« di Richard Wagner], Gao Tan Publishing Co., Taipei 2014, ISBN 978-986-6620-50-8.
- Kii-Ming Lo, »Im Dunkel du, im Lichte ich!« ─ Jean-Pierre Ponnelles Bayreuther Inszenierung von »Tristan und Isolde«, in: Naomi Matsumoto et al. (a cura di), The Staging of Verdi & Wagner Operas, Turnhout (Brepols) 2015, pp. 307–321.
- Jürgen Maehder, Vestire di suoni la notte ─ Il »Tristano e Isotta« di Wagner come costruzione timbrica, programma di sala del Gran Teatro La Fenice, Venezia (La Fenice) 1994, pp. 115–137.
- Jürgen Maehder, A Mantle of Sound for the Night ─ Timbre in Wagner's »Tristan und Isolde«, in: Arthur Groos (a cura di), Richard Wagner, »Tristan und Isolde«, Cambridge (Cambridge University Press) 2011, pp. 95–119 & 180-185.
- Jürgen Maehder:  Wagner-Forschung versus Verdi-Forschung ─ Anmerkungen zum unterschiedlichen Entwicklungsstand zweier musikwissenschaftlicher Teildisziplinen, in: Arnold Jacobshagen (a cura di),  Verdi und Wagner, Kulturen der Oper , Wien/Köln (Böhlau) 2014, pp. 263–291, ISBN 978-3-412-22249-9.
- Jürgen Maehder: The Intellectual Challenge of Staging Wagner: Staging Practice at Bayreuth Festival from Wieland Wagner to Patrice Chéreau, in: Marco Brighenti/Marco Targa (a cura di), Mettere in scena Wagner. Opera e regia fra Ottocento e contemporaneità, Lucca (LIM) 2019, pp. 151–174.
- Claus-Steffen Mahnkopf (a cura di): Richard Wagner, Konstrukteur der Moderne. Klett-Cotta, Stuttgart 1999, ISBN 3-608-91979-1.
- Bryan Magee: The Tristan Chord: Wagner and Philosophy, New York (Metropolitan Books) 2001, ISBN 978-0-8050-6788-0.
- Volker Mertens: Richard Wagner und das Mittelalter, in: Ulrich Müller/Ursula Müller (a cura di), Richard Wagner und sein Mittelalter, Anif/Salzburg (Müller-Speiser) 1989, pp. 9–84.
- Ulrich Müller/Ursula Müller (a cura di): Richard Wagner und sein Mittelalter, Anif/Salzburg (Müller-Speiser) 1989.
- Ulrich Müller/Oswald Panagl: Ring und Graal. Texte, Kommentare und Interpretationen zu Richard Wagners »Der Ring des Nibelungen«, »Tristan und Isolde«, »Die Meistersinger von Nürnberg« und »Parsifal«, Würzburg (Königshausen & Neumann) 2002.
- Ulrich Müller: The Modern Reception of Gottfried's Tristan and the Medieval Legend of Tristan and Isolde, in: Will Hasty (a cura di), A Companion to Gottfried von Straßburg's »Tristan«, Rochester/NY (Camden House) 2003, 2. edición: 2010, pp. 285–306.
- Jean-Jacques Nattiez: Wagner androgyne, Paris (Bourgois) 1990; traduzione inglese (Stewart Spencer): Princeton (Princeton University Press) 1993.
- Jean-Jacques Nattiez, Analyses et interprétations de la musique. La mélodie du berger dans le »Tristan et Isolde« de Wagner, Paris (Vrin) 2013, ISBN 978-2-7116-2512-3.
- Peter Petersen: Isolde und Tristan. Zur musikalischen Identität der Hauptfiguren in Richard Wagners „Handlung“ Tristan und Isolde, Königshausen & Neumann, Würzburg 2019, ISBN 978-3-8260-6796-9.
- Heinrich Poos: Die »Tristan«-Hieroglyphe. Ein allegoretischer Versuch, in: Heinz-Klaus Metzger/Rainer Riehn (a cura di), Richard Wagners »Tristan und Isolde«, München (text + kritik) 1987, pp. 46–103.
- Horst Scharschuch: Gesamtanalyse der Harmonik von Richard Wagners Musikdrama »Tristan und Isolde«. Unter spezieller Berücksichtigung der Sequenztechnik des Tristanstils, Regensburg (Bosse) 1963.
- Manfred Hermann Schmid: Musik als Abbild. Studien zum Werk von Weber, Schumann und Wagner, Tutzing (Schneider) 1981.
- Marco Targa,  Due fallimenti di successo alla Scala: il »Tristano e Isotta« di Appia e il »Ring des Nibelungen« incompiuto di Ronconi, in: Marco Brighenti/Marco Targa (a cura di), Mettere in scena Wagner. Opera e regia fra Ottocento e contemporaneità, Lucca (LIM) 2019, pp. 137–149.
- Sebastian Urmoneit: »Tristan und Isolde« ─ Eros und Thanatos. Zur »dichterischen Deutung« der Harmonik von Richard Wagners 'Handlung' »Tristan und Isolde«, Sinzig (Studio) 2005.
- Hans Rudolf Vaget: »Ohne Rat in fremdes Land?«: »Tristan und Isolde« in Amerika: Seidl, Mahler, Toscanini, in: Wagnerspectrum 1/2005, pp. 164–185.
- Egon Voss: »Wagner und kein Ende«. Betrachtungen und Studien, Zürich/Mainz (Atlantis) 1996.
- Peter Wapnewski: Der traurige Gott. Richard Wagner in seinen Helden, München (C. H. Beck) 1978.
- Peter Wapnewski: Richard Wagner. Die Szene und ihr Meister, München (C. H. Beck) 1978.
- Peter Wapnewski: Tristan der Held Richard Wagners, Berlin (Quadriga) 1981.
- Peter Wapnewski: Liebestod und Götternot. Zum »Tristan« und zum »Ring des Nibelungen«, Berlin (Corso/Siedler) 1988.
- Asuka Yamazaki: Das deutsche Nationalbewusstsein des 19. Jahrhunderts und Richard Wagners „Tristan und Isolde“. Königshausen & Neumann, Würzburg 2013, ISBN 978-3-8260-5344-3 (Dissertation Universität Kyoto 2012).
- Elliott Zuckerman: The first hundred years of Wagner's Tristan, New York/London (Columbia University Press) 1964.